# أنطونيو لوي
أنطونيو لوي (بالإنجليزية: Antonio Lowe)‏ (9 يونيو 1986 ببرمودا في المملكة المتحدة - ) هو لاعب كرة قدم بريطاني في مركزي الظهير والدفاع. شارك مع منتخب برمودا لكرة القدم. أما مع النوادي، فقد لعب مع Dandy Town Hornets F.C. ‏.

## وصلات خارجية
- أنطونيو لوي على موقع قاعدة بيانات كرة القدم.إي يو (الإنجليزية)
- أنطونيو لوي على موقع ناشيونال فوتبول تيمز (الإنجليزية)